# Seznam filmů a seriálů natáčených na zámku Sychrov

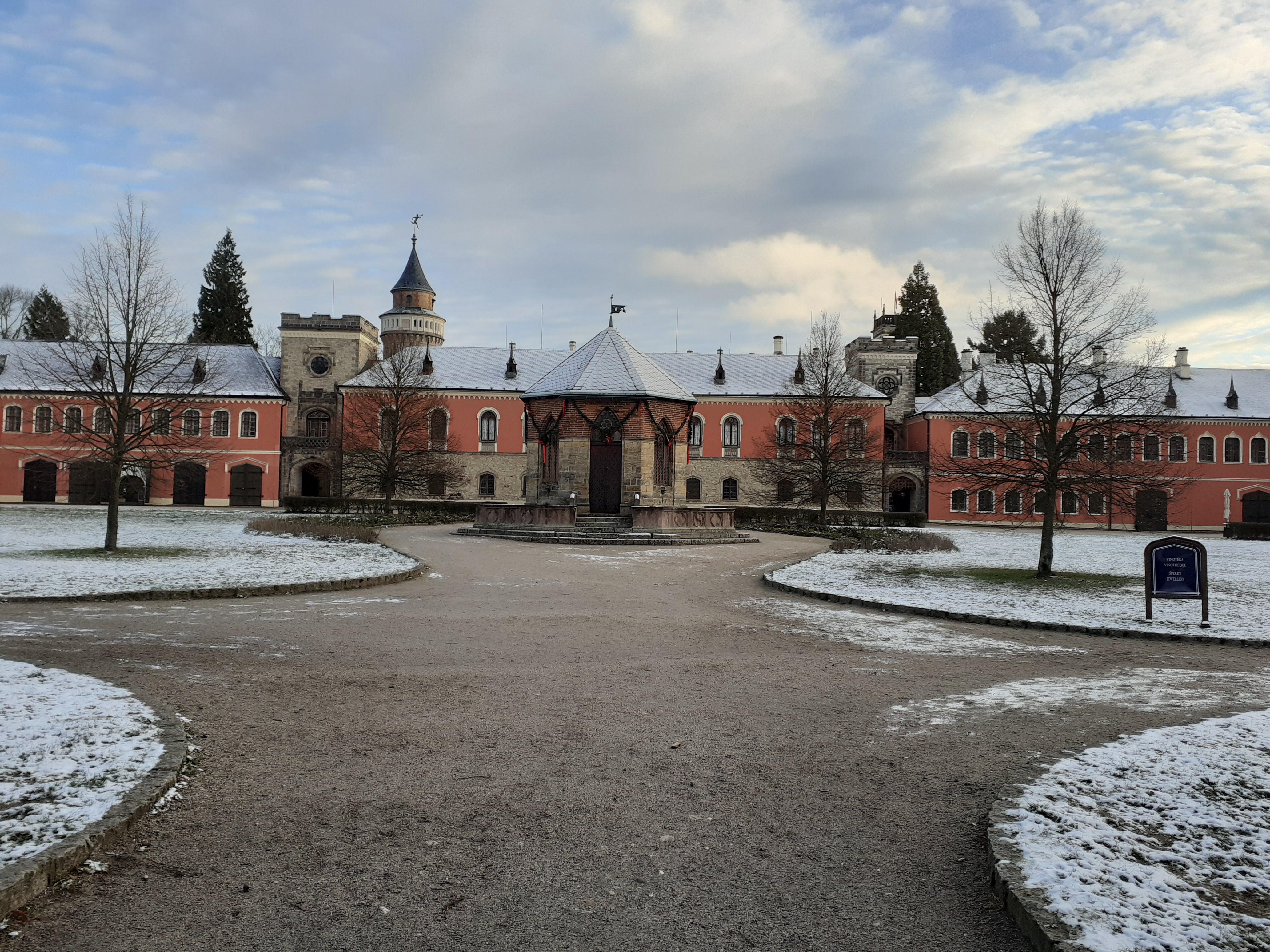
Čestný dvůr zámku Sychrov

Toto je seznam filmů, televizních seriálů a televizních pořadů natočených v areálu a interiérech zámku Sychrov.

## Zámek Sychrov
Státní zámek Sychrov se nachází v Libereckém kraji nedaleko města Turnova. Novogotický zámek sloužil jako hlavní sídlo francouzskému šlechtickému rodu Rohanů, kteří pocházeli původem z Bretaně. Tento zámek, který je bohatým svým řezbářským interiérem je zpřístupněn veřejnosti od roku 1950 a jeho prohlídka svým návštěvníkům představí, jak se ve 2. polovině 19. století žilo na venkovském sídle tohoto zámku. Díky těmto zdobeným prostorům zámek figuruje ve spoustě filmů, seriálů, dokumentů i pohádkách.

## Česká filmografie
| Název                   | Rok natáčení | Rok vydání | Režie            | Hlavní role                       |
| ----------------------- | ------------ | ---------- | ---------------- | --------------------------------- |
| Já spravedlnost         | 1967         | 1967       | Zbyněk Brynych   | Karel Höger, Angelica Domröse     |
| Radúz a Mahulena        | 1970         | 1970       | Petr Weigl       | Magda Vašáryová, Jan Tříska       |
| Zlatovláska             | 1973         | 1973       | Vlasta Janečková | Petr Štěpánek, Jorga Kotrbová     |
| Kočičí princ            | 1978         | 1978       | Ota Koval        | Pavel Hachle, Žaneta Fuchsová     |
| Záhada zlatého servisu  | 1986         | 1987       | Karel Smyczek    | Bolek Polívka, Rudolf Hrušínský   |
| Sedm hladových          | 1987         | 1988       | Karel Smyczek    | Antonín Bubeník, Jitka Smutná     |
| Strašidlo cantervillské | 1988         | 1989       | Vít Olmer        | Jiřina Bohdalová, Jiří Bartoška   |
| Nesmrtelná teta         | 1993         | 1993       | Zdeněk Zelenka   | Jiřina Bohdalová, Jaromír Hanzlík |
| Tmavomodrý svět         | 2000         | 2001       | Jan Svěrák       | Ondřej Vetchý, Kryštof Hádek      |
| Nejkrásnější hádanka    | 2007         | 2008       | Zdeněk Troška    | Jan Dolanský, Ladislav Potměšil   |
| Fišpánská jablíčka      | 2008         | 2008       | Dušan Klein      | Vojtěch Kotek, Filip Tomsa        |
| O pokladech             | 2011         | 2012       | Vít Karas        | Adam Kraus, Jana Pidrmanová       |
| Rašín                   | 2017         | 2018       | Jiří Svoboda     | Ondřej Vetchý, Miroslav Donutil   |
| Zlatá nitka             | 2006         |            | Julius Matula    |                                   |

## České seriály a TV pořady
| Název                                 | Rok natáčení | Rok vydání | Režie            | Hlavní role                        |
| ------------------------------------- | ------------ | ---------- | ---------------- | ---------------------------------- |
| Dva z jednoho města                   | 1984         | 1984       | Jaromír Vašta    | Josef Dvořák, Marie Rottrová       |
| Dobrodružství kriminalistiky (Střela) | 1989         | 1989       | Antonín Maskalyk | Hana Maciuchová, Vlastimil Brodský |
| S Jakubem na rybách (15. díl)         | 2006         | 2006       | Vlastimil Urban  | Jakub Vágner, Anna Vágnerová       |
| De Bill Heads (videoklip z kamery)    | 2018         | 2018       |                  |                                    |

## Zahraniční filmy
| Název                  | Rok natáčení | Rok vydání | Režie          | Hlavní role                      |
| ---------------------- | ------------ | ---------- | -------------- | -------------------------------- |
| Kosmetička a zvíře     | 1996         | 1997       | Ken Kwapis     | Timothy Dalton, Fran Drescher    |
| Panství                | 1997 - 1998  | 1999       | Ken Berris     | Greta Scacchi, Martin Dejdar     |
| Der Wixxer             | 2004         | 2004       | Tobi Baumann   | Oliver Kalkofe, Bastian Postewka |
| The Ultimate Teenager  | 2010         | 2010       | Dennis Satin   | Lars Steinhöfel, Elyas M´Barek   |
| Rockstar               | 2010         | 2010       | Imtiaz Ali     | Ranbir Kapoor, Nargis Fakhri     |
| Zakázaná říše (VII)    | 2011 - 2012  | 2014       | Oleg Stěpčenko | Alexej Čadov, Charles Dance      |
| Na západní frontě klid | 2021         | 2022       | Edward Berger  | Daniel Brühl                     |

## Zahraniční seriály
| Název                     | Rok natáčení | Rok vydání  | Režie          | Hlavní role                     |
| ------------------------- | ------------ | ----------- | -------------- | ------------------------------- |
| La Cittadella             | 2002         | 2003        | Fabrizio Costa | Massimo Ghini, Barbora Bobulová |
| Missing (vybrané epizody) | 2011         | 2014        | Tom Shankland  | James Nesbitt, Frances O´Connor |
| Tři mušketýři             | 2013 + 2015  | 2014 - 2016 | Toby Haynes    | Luke Pasqualino, Tom Burke      |
| Génius - Albert Einstein  | 2017         | 2017        | více režisérů  | Geoffrey Rush, Johny Flynn      |
| Carnival Row              | 2018         | 2019        | více režisérů  | Orlando Bloom, Cara Delevigne   |
| Whiskey Cavalier          | 2018         | 2019        | více režisérů  | Scott Foley, Lauren Cohan       |

## Zahraniční reklamy
| Název                                                                 | Rok natáčení | Rok vydání |
| --------------------------------------------------------------------- | ------------ | ---------- |
| Littlewoods Discover The Perfect Gift (Chistmas 2010)                 | 2010         | 2010       |
| Jägermeister Seat at the Table                                        | 2012         | 2012       |
| Lexus Christmas Commercial December to Remember: Spread a Little Love | 2012         | 2013       |
| vlasová kosmetika KOSE                                                | 2014         | 2014       |
| Babbel Messy Dress (reklama na jazykovou školu)                       | 2016         | 2016       |
| Betsson Känn spänningens ögonblick (reklama na sázkovou kancelář)     | 2018         | 2018       |

## Ostatní zahraniční
| Název                                           | Rok natáčení |
| ----------------------------------------------- | ------------ |
| The Inverse Canon                               | 1999         |
| Romanovci                                       | 2000         |
| The Origins of Evil                             | 2003         |
| Rodina - Vlast čeká                             | 2003         |
| Laughing Watter, Hidalla                        | 2004         |
| Ikony (historický dokument)                     | 2009         |
| Mise X - Stephenson (hraný historický dokument) | 2009         |
| Otto Skorzeny                                   | 2009         |
| Josephine Anděl strážný                         | 2010         |
| The Bachelorette                                | 2012         |
| SNH48 - Halloween Night (videoklip)             | 2015         |
| King´s Order                                    | 2019         |